# Changlai
Changlai är en köping i sydöstra Kina. Den ligger i Lechang i staden Shaoguan i provinsen Guangdong, omkring 220 kilometer norr om provinshuvudstaden Guangzhou. Antalet invånare är 18 233. Befolkningen består av 8 781 kvinnor och 9 452 män. Barn under 15 år utgör 21,0 %, vuxna 15-64 år 68 %, och äldre över 65 år 9,0 %.